# Twenty-five Year Award

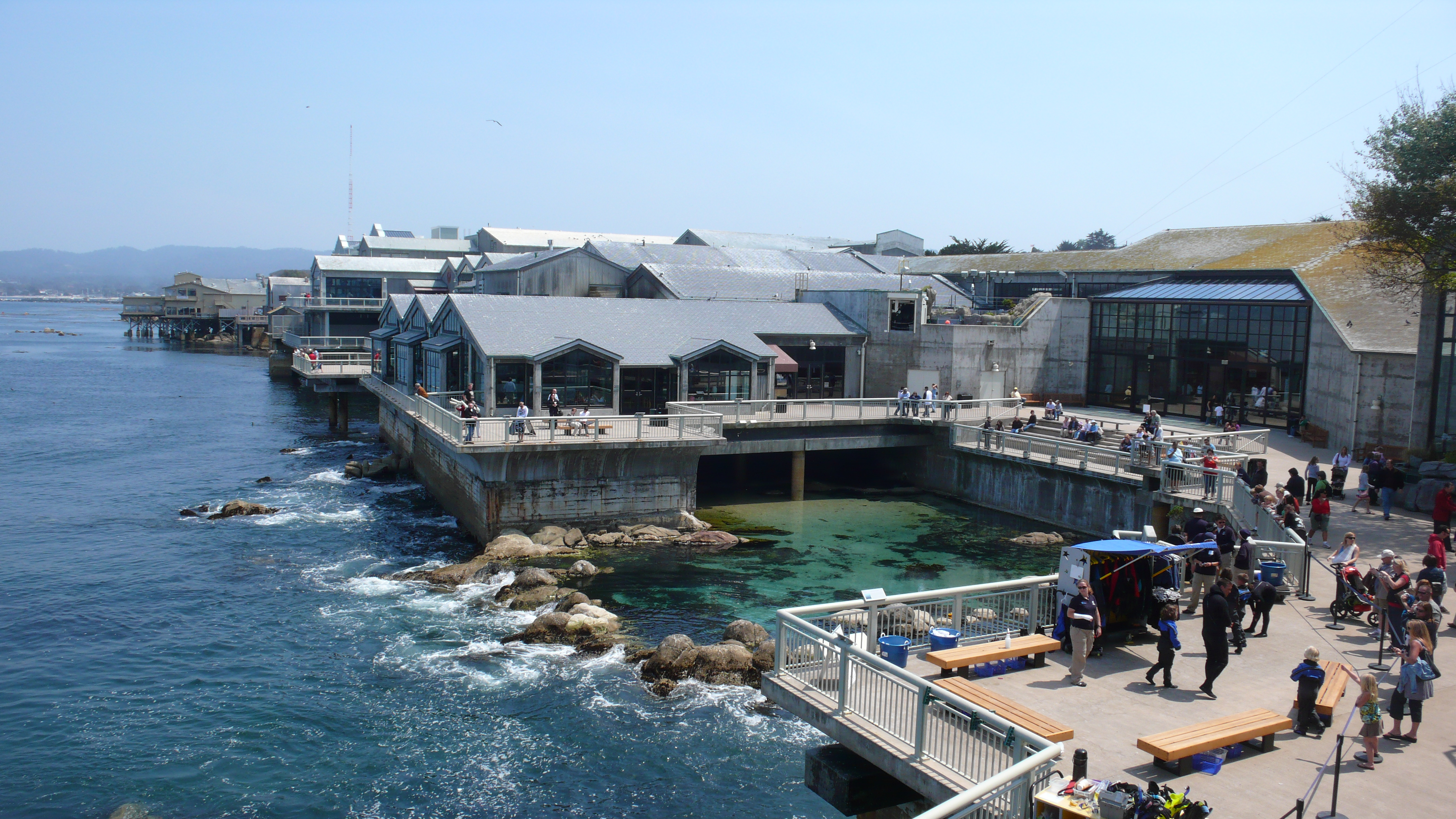
Aquarium de la baie de Monterey,, lauréat 2016

Le Twenty-five Year Award (« prix des vingt-cinq ans ») est un prix d'architecture décerné par l'American Institute of Architects (AIA) pour les bâtiments et les structures qui ont « résisté à l'épreuve du temps pendant 25 à 35 ans ». Le prix a été présenté la première fois en 1969 et a été remis chaque année depuis 1971. Le gagnant le plus récent est la Menil Collection en 2013.
Le prix peut concerner une structure qui se trouve hors des États-Unis, mais cette dernière doit être conçue par un architecte disposant d'une licence dans le pays. Seuls deux bâtiments en dehors des États-Unis ont reçu le prix, un à Djeddah en Arabie saoudite, l'autre à Barcelone en Espagne. New York est la ville qui a le plus de récompenses.
Les bâtiments auxquels l'architecte Eero Saarinen a contribué ont reçu six prix, tandis que les bâtiments conçus par Skidmore, Owings and Merrill et Louis Kahn ont chacun été honorés à cinq reprises. Les bâtiments par Frank Lloyd Wright ont reçu ce prix quatre fois et Ludwig Mies van der Rohe a été honoré pour trois de ses bâtiments.

## Liste des lauréats

### Années 1960
- 1969 : Rockefeller Center, par Raymond Hood et Wallace K. Harrison

### Années 1970
- 1971 : Crow Island School, par Perkins, Wheeler and Will et Eero Saarinen
- 1972 : Baldwin Hills Village (en), par Clarence Stein et Reginald D. Johnson
- 1973 : Taliesin West, par Frank Lloyd Wright
- 1974 : Immeuble de la Johnson Wax, par Frank Lloyd Wright
- 1975 : Maison de verre, par Philip Johnson
- 1976 : Immeubles 860 et 880 Lake Shore Drive, par Ludwig Mies van der Rohe
- 1977 : Christ Church Lutheran (en), par Eliel Saarinen et Eero Saarinen
- 1978 : Eames House, par Charles et Ray Eames
- 1979 : Yale University Art Gallery, par Louis Kahn

### Années 1980
- 1980 : Lever House, par Skidmore, Owings and Merrill

- 1981 : Farnsworth House, par Ludwig Mies van der Rohe
- 1982 : Commonwealth Building (en), par Pietro Belluschi
- 1983 : Price Tower (en), par Frank Lloyd Wright
- 1984 : Seagram Building, par Ludwig Mies van der Rohe
- 1985 : Centre technique de General Motors, par Eero Saarinen et SmithGroup
- 1986 : Musée Solomon R. Guggenheim, par Frank Lloyd Wright
- 1987 : Bavinger House (en), par Bruce Goff
- 1988 : Aéroport international de Washington-Dulles, par Eero Saarinen
- 1989 : Vanna Venturi House (en), par Robert Venturi

### Années 1990
- 1990 : Gateway Arch, par Eero Saarinen
- 1991 : Condominium 1 (en), par Charles Willard Moore
- 1992 : Salk Institute for Biological Studies, par Louis Khan
- 1993 : Deere & Company Administrative Center, par Eero Saarinen
- 1994 : Haystack Mountain School of Crafts (en), par Edward Larrabee Barnes (en)
- 1995 : Ford Foundation Building (en), par Kevin Roche
- 1996 : United States Air Force Academy Cadet Chapel (en), par Skidmore, Owings & Merrill
- 1997 : Phillips Exeter Academy Library, par Louis Khan
- 1998 : Musée d'Art Kimbell, par Louis Khan
- 1999 : 875 North Michigan Avenue, par Skidmore, Owings & Merrill

### Années 2000
- 2000 : Frederick J. Smith House (en), par Richard Meier & Partners
- 2001 : Siège de Weyerhaeuser, par Skidmore, Owings & Merrill et Fazlur Rahman Khan
- 2002 : Fondation Joan-Miró, par Sert Jackson & Associates
- 2003 : Design Research (en), par BTA Architects (en)
- 2004 : National Gallery of Art, par Pei Cobb Freed & Partners
- 2005 : Centre d'art britannique de Yale, par Louis Khan
- 2006 : Chapelle Thorncrown, par E. Fay Jones (en)
- 2007 : Vietnam Veterans Memorial, par Maya Lin
- 2008 : New Harmony's Atheneum (en), par Richard Meier
- 2009 : Faneuil Hall Marketplace, par Benjamin Thompson & Associates

### Années 2010
- 2010 : Terminal Hajj de l'aéroport international Roi-Abdelaziz, par Skidmore, Owings & Merrill
- 2011 : John Hancock Tower, par I. M. Pei & Partners
- 2012 : Gehry Residence, par Frank Gehry
- 2013 : Menil Collection, par Renzo Piano
- 2014 : Métro de Washington, par Harry Weese (en)
- 2015 : Broadgate Exchange House, par Skidmore, Owings & Merrill
- 2016 : Aquarium de la baie de Monterey, par EHDD (en)
- 2017 : Première étape du Grand Louvre, par Pei Cobb Freed & Partners
- 2018 : non décerné[2]
- 2019 : Aile Sainsbury de la National Gallery, par Venturi Scott Brown & Associates

### Années 2020
- 2020 : Conjunctive Points-The New City, par Eric Owen Moss Architects (en)
- 2021 : Burton Barr Central Library (en), par Will Bruder (en)